# Пейзаж с Геркулесом и Какусом
«Пейзаж с Геркулесом и Какусом» (фр. Paysage avec Hercule et Cacus) — картина французского художника Никола Пуссена из собрания Государственного музея изобразительных искусств имени А. С. Пушкина.
Картина иллюстрирует эпизод из «Энеиды» Вергилия (VIII, 190—275): Геркулес гнал Эвандру Герионово стадо, сын Вулкана получеловек-полузверь Какус украл у него четырёх быков и четырёх телиц. Геркулес обнаружил нехватку скота, вошёл в пещеру-логово похитителя, победил Какуса и вернул пропажу. Изображён кульминационный момент — Геркулес вытаскивает из пещеры труп поверженного Какуса:

Дымная тьма — лишь порой прорезал её пламени отблеск. 

Тут не стерпел Геркулес и в провал, огнём полыхавший, 

Прыгнул стремглав — туда, где сильней колыхался волнами

Дым, где чёрный туман по пещере бурно клубился. 

Кака во тьме он настиг, изрыгавшего дым бесполезный, 

Крепко руками обвил, и прижал, и сдавил его, так что

Вылезли тотчас глаза, пересохло бескровное горло. 

Двери сорвав, отворил Геркулес пещеру злодея, 

Небо увидело вновь похищенный скот (отпирался

Вор понапрасну) и труп безобразный, который Алкидом

За ноги вытащен был. А мы, наглядеться не в силах, 

Страшным дивимся глазам и мохнатой груди полузверя, 

Смотрим в раскрытую пасть, из которой не бьёт уже пламя. 

С той поры Геркулеса мы чтим, и потомки охотно

Праздник этот блюдут. 

(VIII, 255—265; пер. с лат. С. А. Ошерова)

Ранняя история картины неизвестна. В 1714 году картина упоминается в описании «Кабинета искусства», составленном после смерти советника президиума Шателе в Париже Ш. Лемуана де Ренмулена; в той же описи присутствует и другая картина Пуссена «Пейзаж с Полифемом». В 1716 году обе картины обозначены в брачном контракте дочери Лемуана Мари Франсуазы, вышедшей замуж за Жана Бутеру д’Обиньи. Их единственная дочь и наследница Аделаида-Жанна-Франсуаза впоследствии стала женой Луи де Конфлана, маркиза д’Армантьера, и соответственно картины оказались в его собрании. В 1772 году обе картины, при посредничестве Д. Дидро, были куплены императрицей Екатериной II для Эрмитажа. В очерке истории картинной коллекции Эрмитажа В. Ф. Левинсон-Лессинг отмечал, что «Дидро удаётся сделать совершенно случайно блестящее приобретение» и приводит выдержку из письма Дидро Франсуа Троншену от 17 июля 1772 года, где сам Дидро следующим образом изложил историю покупки:

«Надо мной живёт управляющий маркиза де Конфлана. Этот маркиз игрок; в одну из последних ночей он проигрался в пух и прах, и, обратив внимание на висевших у него двух великолепных Пуссенов, которых он никогда не замечал, он позвал своего управляющего: „Домениль, — сказал он, — продай мне это, так как в эту минуту мне больше нужны деньги, чем картины“. Домениль предлагает их мне; их видит Менажо; я приобретаю их за 1000 экю за пару; их чистят, и после расчистки Менажо предлагает мне 10000 франков, и я узнаю, что они принадлежали ранее г. д’Армантьеру».

Дидро передал обе картины князю Д. А. Голицыну, который через Гаагу доставил их в Санкт-Петербург. В 1930 году «Пейзаж с Геркулесом и Какусом» был передан в Пушкинский музей, «Пейзаж с Полифемом» остался в Эрмитаже.
Поскольку следов картины ранее 1714 года не обнаружено, то в качестве даты написания картины назывались 1648—1650, около 1655, 1659—1661 и около 1662 года. В Пушкинском музее считают, что картина написана около 1660 года. В 1994—1995 годах картина находилась в Лувре на второй персональной выставке Пуссена, в каталоге этой выставки Розенбер высказал предположение, что «Пейзаж с Геркулесом и Какусом» был написан после «Пейзажа с Орионом (Слепой Орион в поисках восходящего солнца)» из Метрополитен-музея, исполненного в 1658 году, но до серии «Времена года» из Лувра, датируемой 1660—1664 годами.
В 1960 году картина находилась на первой большой персональной выставке работ Пуссена в Лувре, и тогда специалисты обратили внимание, что «Пейзаж с Геркулесом и Какусом» мог быть парным к «Пейзажу с Полифемом» (148,5 × 197,5 см), который, в свою очередь, твёрдо датируется 1649 годом и был написан по заказу лионского банкира Жана Пуантеля. Тщательное изучение провенанса обеих картин показало, что московское полотно никогда не принадлежало Пуантелю — опись его собрания была опубликована в 1978 году. А в 1988 году была изучена инвентарная опись собрания следующего владельца «Пейзажа с Полифемом» Ж. Нейре де ла Равуа, составленная в 1701 году, — и в ней также значилась только эрмитажная картина. Московская и петербургская картины были сведены в пару случайным образом: оказавшись в собрании Лемуана, они вместе прошли через собрания Бутеру д’Обиньи и Конфлана и были выкуплены для Эрмитажа. При этом Е. Б. Шарнова не отрицает того, что «замысел Пуссена мог осуществиться в парной картине и через несколько лет после написания первой», но в целом считает эти произведения не связанными между собой.
На официальном сайте Пушкинского музея имеется следующая характеристика картины:

В произведениях Пуссена 1650-х годов начинает усиливаться философское восприятие мира, акцент с героической личности и её деяний переносится на образ природы. Для Пуссена природа — олицетворение высшей гармонии бытия. Его чувство благоговения перед вечной природой, как главная тема, нашло отражение в «Пейзаже с Геркулесом и Какусом» <…> Кажется, что природа сама творит античный миф, порождает героев. Человек здесь лишь часть мироздания. Человек смертен, природа вечна. Человек подвержен страстям, природа подчинена нерушимой разумной закономерности, диктующей ей законы бессмертия. Пуссеновский пейзаж проникнут ощущением грандиозности и величия мира.